# Coryanthes horichiana
Coryanthes horichiana är en orkidéart som beskrevs av Rudolph Jenny. Coryanthes horichiana ingår i släktet Coryanthes, och familjen orkidéer.
Artens utbredningsområde är Costa Rica. Inga underarter finns listade i Catalogue of Life.